# エルヴィス・マヌ
エルヴィス・マヌ（Elvis Manu, 1993年8月13日 - ）は、オランダ・南ホラント州ドルトレヒト出身のサッカー選手。FCウニヴェルシタテア・クルジュ所属。ポジションはフォワード。

## 経歴

### フェイエノールト
DVVフルクス（現SCアムステルヴァイク）でサッカーを始め、VV SSWを経てフェイエノールトに加入した。ユースの初年度はSBVエクセルシオールに移されていたが、その後はユースの大半をジャン・パウル・ボエチウスやトニー・ヴィリェナら94年組と共にフェイエノールトで過ごし、2012年2月26日のPSVとのリーグ戦で90分にジェルソン・カブラルとの交代でトップチームにデビュー。2012年5月6日のエールディヴィジ最終節、SCヘーレンフェーン戦でもカブラルに代わって投入され、終盤に初ゴールを決めてフェイエノールトのリーグ2位を決定づけた。
2012-13シーズンはSBVエクセルシオールにレンタルされる。ポテンシャルの大きさを見せる一方で1シーズンで3回のレッドカードを受け、3試合の出場停止を残してフェイエノールトに戻るなど振る舞いの悪さが問題視された。
2013-14シーズンもフェイエノールトのトップチームでは出場機会を得られず、シーズン後半はSCカンブールにレンタルされた。カンブールでは同じくアヤックスからレンタルされたジョディ・ルコキ、PSVからレンタルされたマルセル・リッツマイエルと共にプレーし、チームの残留に貢献している。
2014-15シーズンは再びフェイエノールトに復帰。8月28日のヨーロッパ・リーグ予選プレーオフラウンド第2試合では、チームはデ・カイプで敗退間近に追い込まれていた中で途中出場すると、アディショナルタイムにゴールを決めて救い、クラブにとって6年ぶりの欧州のグループステージをもたらした。リーグ戦でもジャン・パウル・ボエチウスの不調を受けて、9月27日の第7節ゴー・アヘッド・イーグルス戦でスタメンのチャンスを得ると3アシストで4-0勝利に貢献し、レギュラーを獲得した。
2015年8月29日、チャンピオンシップのブライトン・アンド・ホーヴ・アルビオンFCに3年契約で加入した。
2017年7月10日、トルコのゲンチレルビルリイSKに2年契約で移籍した。
2018年7月、アクヒサル・ベレディイェスポルに移籍した。
2019年7月、北京人和足球倶楽部に移籍。

## 評価
フェイエノールトの監督フレット・ルッテンはマヌのポテンシャルを「スピードと得点能力があり、フィジカルも強い。選手としての彼を分析すれば、トップフットボールに求められる多くのクオリティを備えていると言える」と評している。

## タイトル
アクヒサル・ベレディイェスポル
- スュペル・クパ：2018